# باتريشيا هيرزوغ
باتريشيا هيرزوغ (بالإنجليزية: Patricia Herzog)‏ هي محامية وصحفية أمريكية، ولدت في 22 يوليو 1922 في اليابان، وتوفيت في 8 أكتوبر 2010 في كورونا ديل مار ‏ في الولايات المتحدة.